# لیبی فیشر هلمن
لیبی فیشر هلمن یک نویسنده داستان‌های جنایی آمریکایی است که در حال حاضر در شیکاگو، ایلینوی زندگی می‌کند. بیشتر رمان‌ها و داستان‌های او در شیکاگو می‌گذرد. شیکاگو سان تایمز خاطرنشان می‌کند که او «در واشینگتن دی سی بزرگ شده‌است.»
هلمن نامزد چندین جایزه مهم از جمله جایزه شیمس، جایزه دافنه دو موریه برای برتری در راز/تعلیق، جایزه آنتونی (دو بار) و آگاتا شده‌است. او چندین بار برنده جایزه انتخاب خوانندگان/Lovey شده‌است. سه تا از رمان‌های او نیز فینالیست‌های جوایز هیجان‌انگیز سال/پیش‌گفتار مجله بررسی‌ها بوده‌اند. داستان کوتاه او «نامه‌هایی از هاوانا» برنده جایزه افتخاری در مسابقه داستان کوتاه ستردی ایونینگ پست در سال ۲۰۱۴ شد.